# Дигитални номад
Дигитални номади су људи који користе телекомуникационе технологије да зараде за живот и живе номадским животом. Овакви људи раде из страних држава, кафића, библиотека, па чак и возила за рекреацију.

## Дефиниција
Дигитални номади користите бежични интернет, паметне телефоне, интернет телефонију и клауд апликације да раде даљински где год да живе или путују.
Дигитални номади путују, али настављају да раде са клијентима или послодавцима. Ова врста живота доноси доста проблема као што је одржавање међународног здравственог осигурања на глобалном нивоу, поштовање различитих локалних закона, добијање радне визе и одржавање веза са пријатељима и породицом. Други проблеми који настају при оваквом животу су разлике у временским зонама, тешкоће проналажења поузданог извора интернета, као и одсуство болесних дана и дужих одмора пошто дигитални номади немају сталан и сигуран ивор прихода.
Ипак, дигитално номадски начин живота постаје све популарнији и међународна конференција за дигиталне номада (DNX GLOBAL) је одржана у Берлину 2015. године. Постоје и сајтова који пружају информације дигиталним номадима о трошковима живота у различитим деловима света и других информација како би им олакшали избор локације на коју ће се преселити.